# Брњица (Шибеник)
Брњица је насељено мјесто у Далмацији. Припада граду Шибенику, у Шибенско-книнској жупанији, Република Хрватска.

## Географија
Брњица се налази око 21 км сјевероисточно од Шибеника.

## Становништво
Према попису становништва из 2011. године, насеље Брњица је имало 72 становника.
| Демографија | Демографија | Демографија |
| Година      | Становника  | Становника  |
| ----------- | ----------- | ----------- |
| 1971.       | 184         |             |
| 1981.       | 154         |             |
| 1991.       | 115         |             |
| 2001.       | 79          |             |
| 2011.       |             | 72          |